# Listă de filme de animație din 2012
Aceasta este o listă de filme de animație din anul 2012:
| Titlu | Țara                                                                               | Regizor                                            | Studio                                                                 | Tehnici de animație                  | Note                                              |
| --- | ---------------------------------------------------------------------------------- | -------------------------------------------------- | ---------------------------------------------------------------------- | ------------------------------------ | ------------------------------------------------- |
| .hack//The Movie ドットハック セカイの向こうに (Dotto Hakku Sekai no Mukō ni) | Japonia                                                                            | Hiroshi Matsuyama                                  | CyberConnect2 sai                                                      | CG animation                         | [ 1 ]                                             |
| The Adventures of the Red Airplane As Aventuras do Avião Vermelho | Brazilia                                                                           | Frederico Pinto                                    | Armazém de Imagens                                                     | Traditional                          | Arhivat în 24 februarie 2012, la Wayback Machine. |
| Approved for Adoption Couleur de peau: miel | Belgia · Franța · Coreea de Sud                                                    | Laurent Boileau, Jung                              | Artémis Productions, Mosaïque Films                                    |                                      | [ 3 ]                                             |
| Arjun: The Warrior Prince | India                                                                              | Arnab Chaudhuri                                    | UTV Motion Pictures                                                    | CG animation / traditional           | [ 4 ] [ 5 ]                                       |
| Aya de Yopougon | Franța                                                                             | Marguerite Abouet, Clement Oubrerie                | Autochenille Production                                                | Traditional                          | [ 3 ]                                             |
| Berserk Golden Age Arc I: Egg of the Supreme Ruler ベルセルク 黄金時代篇Ⅰ 覇王の卵 (Berserk Ōgon Jidai-Hen I: Haō no Tamago)                                                                                                  | Japonia                                                                            | Toshiyuki Kubooka                                  | Studio 4°C                                                             | Traditional                          |                                                   |
| Berserk Golden Age Arc II: The Battle for Doldrey ベルセルク 黄金時代篇Ⅱ ドルドレイ攻略 (Berserk Ōgon Jidai-Hen II: Doldrey Kōryaku)                                                                                          | Japonia                                                                            | Toshiyuki Kubooka                                  | Studio 4°C                                                             | Traditional                          |                                                   |
| Berserk Golden Age Arc III: Descent ベルセルク 黄金時代篇Ⅲ 降臨 (Berserk Ōgon Jidai-Hen III: Kōrin) | Japonia                                                                            | Toshiyuki Kubooka                                  | Studio 4°C                                                             | Traditional                          |                                                   |
| Black to the Moon | Spania · Italia · Franța                                                           | Francis Nielsen                                    | baleuko S.L., Lumiq Studios, Art'mell                                  | CG animation                         | Arhivat în 28 februarie 2012, la Wayback Machine. |
| Blood-C: The Last Dark | Japonia                                                                            | Naoyoshi Shiotani                                  | Production I.G                                                         | Traditional                          | Arhivat în 16 octombrie 2012, la Wayback Machine. |
| Blue Exorcist | Japonia                                                                            | Naoyoshi Shiotani                                  | Production I.G                                                         | Traditional                          | [ 9 ] [ 10 ]                                      |
| The Boy with the Cuckoo-Clock Heart La Mécanique du cœur | Franța                                                                             | Stéphane Berla Mathias Malzieu                     | Duran Duboi, Europa Corp., France 3 Cinéma                             | CG animation                         |                                                   |
| Brave | Statele Unite ale Americii                                                         | Mark Andrews, Brenda Chapman                       | Pixar / Walt Disney Pictures                                           | CG animation                         |                                                   |
| Case Closed: The Eleventh Striker 名探偵コナン 11人目のストライカー (Meitantei Conan Jūichi Ninme no Sutoraikā) | Japonia                                                                            | Kobun Shizuno                                      |                                                                        | Traditional                          |                                                   |
| Cheech & Chong's Animated Movie | Statele Unite ale Americii                                                         | Branden Chambers, Eric D. Chambers                 | Big Vision Entertainment                                               | Traditional                          |                                                   |
| Cinderella: Once upon a time in the west... Cendrillon: Elle etait une fois dans l'Ouest... | Belgia · Franța                                                                    | Pascal Hérold                                      | Delacave Paris                                                         | CG animation                         | [ 3 ]                                             |
| Crayon Shin-chan: Arashi o Yobu! Ora to Uchū no Princess クレヨンしんちゃん 嵐を呼ぶ!オラと宇宙のプリンセス | Japonia                                                                            |                                                    |                                                                        | Traditional                          | [ 11 ]                                            |
| The Day of the Crows Le Jour des Corneilles | Belgia · Canada · Luxemburg                                                        | Jean-Christophe Dessaint                           | Mélusine Productions, Finalement                                       | Traditional                          | [ 3 ]                                             |
| Delhi Safari | India                                                                              | Nikhil Advani                                      | Krayon Pictures                                                        | CG animation                         |                                                   |
| Der kleine Rabe Socke - Gemeinsam bin ich stark! | Germania                                                                           | Ute von Münchow-Pohl, Sandor Jesse                 | Studio 88                                                              | Traditional                          | [ 3 ]                                             |
| Dog Bowl and Chuki-Cookie Собака Шара и Чуки-Куки | Rusia                                                                              | Elena Chernova, Alex Kotyonochkin                  | Argus                                                                  | Traditional                          | [ 12 ]                                            |
| Dorothy of Oz | Statele Unite ale Americii                                                         | Dan St. Pierre                                     | Summertime Entertainment                                               | CG animation                         |                                                   |
| Dragon Age: Dawn of the Seeker ドラゴンエイジ ブラッドメイジの聖戦 (Dragon Age: Blood Mage no Seisen) | Statele Unite ale Americii · Japonia                                               | Fumihiko Sori                                      | Funimation Entertainment, Oxybot                                       | CG animation                         | [ 13 ]                                            |
| Evangelion: 3.0 ヱヴァンゲリヲン新劇場版：Q Quickening (Evangerion Shin Gekijōban: Kyū Kuikkuningu) | Japonia                                                                            | Hideaki Anno, Kazuya Tsurumaki, Masayuki Yamaguchi | Studio Khara                                                           | Traditional                          |                                                   |
| Extraordinary Tales | Belgia · Franța · Luxemburg                                                        | Raúl García                                        | The Big Farm, Melusine Prods                                           | CG animation                         | [ 14 ]                                            |
| Foosball Metegol Futbolín | Argentina · Spania                                                                 | Juan José Campanella                               | 100 Bares Producciones, Catmandu Entertainment, Plural+Jempsa          | CG animation                         | [ 15 ] [ 16 ] [ 17 ]                              |
| Frankenweenie | Statele Unite ale Americii                                                         | Tim Burton                                         | Tim Burton Productions / Walt Disney Pictures                          | Stop motion                          |                                                   |
| Gladiators of Rome Gladiatori di Roma | Italia                                                                             | Iginio Straffi                                     | Rainbow S.r.l.                                                         | CG animation                         | Arhivat în 7 aprilie 2012, la Wayback Machine.    |
| Gothicmade 花の詩女 ゴティックメード (Hana no Utame Gothicmade) | Japonia                                                                            | Mamoru Nagano                                      |                                                                        | Traditional                          | [ 18 ]                                            |
| Gummi Tarzan (3D Jelly T: Stand Tall, Ivan Olsen!) | Danemarca                                                                          | Michael Hegner                                     | Crone Film                                                             | CG animation                         | [ 3 ]                                             |
| Heart String Marionette | Statele Unite ale Americii                                                         | M dot Strange                                      | M dot Strange                                                          | CG animation                         | [ 19 ]                                            |
| Hotel Transylvania | Statele Unite ale Americii                                                         | Genndy Tartakovsky                                 | Sony Pictures Animation / Columbia Pictures                            | CG animation                         |                                                   |
| Ice Age: Continental Drift | Statele Unite ale Americii                                                         | Steve Martino, Mike Thurmeier                      | Blue Sky Studios / 20th Century Fox                                    | CG animation                         |                                                   |
| In Search of Oniria En Busca de Oniria | Spania                                                                             |                                                    | Dygra Films                                                            | CG animation                         |                                                   |
| Ivan Tzarevitch and The Firebird Иван Царевич и Жар-птица | Rusia                                                                              | Vyacheslav Plotnikov                               | Inlay Film                                                             | Traditional                          | [ 20 ]                                            |
| Justice League: Doom | Statele Unite ale Americii                                                         | Lauren Montgomery                                  | Warner Bros. Animation                                                 | Traditional                          |                                                   |
| Koochie Koochie Hota Hai | India                                                                              | Tarun Mansukhani, Vishal Sonawane                  | Sun Pictures                                                           | CG animation                         |                                                   |
| A Letter to Momo ももへの手紙 (Momo e no Tegami) | Japonia                                                                            | Hiroyuki Okiura                                    | Production I.G                                                         | Traditional                          |                                                   |
| A Liar's Autobiography | Regatul Unit al Marii Britanii și al Irlandei de Nord                              | Bill Jones, Ben Timlett, Jeff Simpson              | Bill and Ben Productions                                               | CG animation / traditional / cut-out | Arhivat în 19 martie 2012, la Wayback Machine.    |
| The Lorax | Statele Unite ale Americii                                                         | Chris Renaud                                       | Illumination Entertainment / Universal Pictures                        | CG animation                         |                                                   |
| Madagascar 3: Europe's Most Wanted | Statele Unite ale Americii                                                         | Eric Darnell, Conrad Vernon                        | DreamWorks Animation                                                   | CG animation                         |                                                   |
| The Magic Roundabout 2: Dougal, the beginning | Regatul Unit al Marii Britanii și al Irlandei de Nord · Franța                     |                                                    | Action Synthese                                                        | CG animation                         | [ 21 ]                                            |
| Magic Tree House マジック・ツリーハウス | Japonia                                                                            | Hiroshi Nishikiori                                 | Ajia-do Animation Works                                                | Traditional                          |                                                   |
| Magical Girl Lyrical Nanoha The Movie 2nd A's 魔法少女リリカルなのは The MOVIE 2nd A's (Magical Girl Lyrical Nanoha The Movie 2nd A's)                                                                                        | Japonia                                                                            |                                                    | Seven Arcs                                                             | Traditional                          | [ 22 ]                                            |
| Marco Macaco | Danemarca                                                                          | Jan Rahbek                                         | Nice Ninja                                                             | CG animation                         | [ 23 ] [ 24 ] [ 25 ]                              |
| Naruto Shippuden The Movie: 6 | Japonia                                                                            |                                                    |                                                                        | Traditional                          |                                                   |
| Niji-Iro Hotaru: Eien no Natsu Yasumi 虹色ほたる～永遠の夏休み～ | Japonia                                                                            | Kōnosuke Uda                                       | Toei Animation                                                         | Traditional                          | [ 26 ]                                            |
| Niko 2: Family Affairs Niko - Lentäjän poika 2 Niko - Kleines Rentier, großer Held | Finlanda · Germania · Danemarca · Republica Irlanda                                | Kari Juusonen, Dane Jorgen Lerdam                  | Animaker Oy, Ulysses Filmproduktion, A.Film, Magma Prods.              | CG animation                         | [ 27 ] [ 28 ]                                     |
| Norm of the North | Statele Unite ale Americii · India                                                 | Anthony Bell                                       | Crest Animation Studios                                                | CG animation                         | [ 29 ] [ 30 ]                                     |
| The Nut Job | Canada · Coreea de Sud                                                             | Peter Lepeniotis                                   | Toonbox Entertainment, Red Rover International                         | CG animation                         | [ 31 ] [ 32 ]                                     |
| The Outback | Statele Unite ale Americii · Coreea de Sud                                         | Kyung Ho Lee                                       | The Animation Picture Company, DigiArt Production, Lotte Entertainment | CG animation                         | [ 33 ] [ 34 ] [ 35 ]                              |
| ParaNorman | Statele Unite ale Americii                                                         | Sam Fell, Chris Butler                             | Laika / Focus Features                                                 | Stop motion                          |                                                   |
| The Pirates! in an Adventure with Scientists | Regatul Unit al Marii Britanii și al Irlandei de Nord · Statele Unite ale Americii | Peter Lord, Jeff Newitt                            | Aardman Animations / Sony Pictures Animation / Columbia Pictures       | Stop motion                          | [ 3 ]                                             |
| Pleasant Goat and Big Big Wolf: Mission Incredible: Adventures on the Dragon's Trail | Republica Populară Chineză                                                         |                                                    |                                                                        |                                      | [ 36 ]                                            |
| Pocket Monsters Best Wishes! The Movie: Kyurem vs. the Sacred Swordsman: Keldeo 劇場版ポケットモンスター ベストウイッシュ キュレムVS聖剣士 ケルディオ (Gekijōban Poketto Monsutā Besuto Uisshu Kyuremu tai Seikenshi Kerudio) | Japonia                                                                            | Kunihiko Yuyama                                    | OLM, Inc.                                                              | Traditional                          |                                                   |
| Poe | Statele Unite ale Americii                                                         | Michael Sporn                                      | Michael Sporn Animation, Inc.                                          | Traditional                          |                                                   |
| Pretty Cure All Stars New Stage: Friends of the Future プリキュアオールスターズ New Stage みらいのともだち (PuriKyua Ōru Sutāzu Nyū Sutēji: Mirai no Tomodachi)                                                               | Japonia                                                                            |                                                    | Toei Animation                                                         | Traditional                          |                                                   |
| Ribbit | Malaysia                                                                           | Chuck Powers                                       | KRU Studios, Crest Animation Studios                                   | CG animation                         | [ 37 ] [ 38 ]                                     |
| Rise of the Guardians | Statele Unite ale Americii                                                         | Peter Ramsey, William Joyce                        | DreamWorks Animation                                                   | CG animation                         |                                                   |
| Sakasama no Patema サカサマのパテマ | Japonia                                                                            | Yasuhiro Yoshiura                                  | Purple Cow Studio Japan                                                |                                      | [ 39 ]                                            |
| Sammy 2: Escape From Paradise | Belgia                                                                             | Ben Stassen                                        | nWave Pictures, Illuminata Pictures                                    | CG animation                         | [ 40 ] [ 41 ]                                     |
| Secret of the Wings | Statele Unite ale Americii                                                         | Bradley Raymond                                    | DisneyToon Studios / Walt Disney Pictures                              | CG animation                         |                                                   |
| Snow Queen | Rusia                                                                              | Maxim Sveshnikov, Vlad Barbe                       | Wizart Animation, Inlay Film                                           | CG animation                         | Arhivat în 28 martie 2012, la Wayback Machine.    |
| Sprookjesboom de Film | Țările de Jos                                                                      | Hans Walther                                       | Motek Entertainment, Efteling                                          | CG animation                         |                                                   |
| The Star Making Machine La máquina que hace estrellas | Argentina                                                                          | Esteban Echeverría                                 | Nut's Studio, Aleph Media                                              | CG animation                         | Arhivat în 14 octombrie 2012, la Wayback Machine. |
| Strange Frame: Love & Sax | Statele Unite ale Americii                                                         | G.B. Hajim                                         | Island Planet One Productions                                          | CG animation                         | [ 44 ]                                            |
| Strike Witches ストライクウィッチーズ (Sutoraiku Witchīzu) | Japonia                                                                            |                                                    | AIC                                                                    |                                      | [ 45 ]                                            |
| The Suicide Shop Le Magasin des suicides | Belgia · Canada · Franța                                                           | Patrice Leconte, Arthur Qwak                       | Flagrant Délit Productions, Diabolo Films                              | Traditional                          | [ 3 ]                                             |
| Tad, the Lost Explorer | Spania                                                                             | Enrique Gato                                       | El Toro Pictures, Ikiru Films, Lightbox Entertainment                  | CG animation                         | [ 46 ] [ 47 ]                                     |
| Toshokan Sensō: Kakumei no Tsubasa 図書館戦争 革命のつばさ | Japonia                                                                            | Takayuki Hamana                                    | Production I.G                                                         | Traditional                          | [ 48 ]                                            |
| War of the Worlds: Goliath | Statele Unite ale Americii                                                         | Joe Pearson                                        | Tripod Entertainment                                                   | CG animation / traditional           | Arhivat în 8 octombrie 2012, la Wayback Machine.  |
| The Waterman Movie | Statele Unite ale Americii                                                         | Bryan Waterman                                     | Waterman Studios                                                       | Traditional                          |                                                   |
| The Wolf Children Ame and Yuki おおかみこどもの雨と雪 (Ōkami Kodomo no Ame to Yuki) | Japonia                                                                            | Mamoru Hosoda                                      | Studio Chizu, Madhouse                                                 | Traditional                          | [ 49 ]                                            |
| Wreck-It Ralph | Statele Unite ale Americii                                                         | Rich Moore                                         | Walt Disney Animation Studios / Walt Disney Pictures                   | CG animation                         |                                                   |
| Zambezia | Africa de Sud                                                                      | Wayne Thornley                                     | Triggerfish Animation Studios                                          | CG animation                         | Arhivat în 5 octombrie 2012, la Wayback Machine.  |
| Zarafa | Franța                                                                             | Rémi Bezançon, Jean-Christophe Lie                 | Prima Linea Productions                                                | Traditional                          | [ 50 ] [ 51 ]                                     |